# Oscar Pill
Pour les articles homonymes, voir Pill (homonymie).
 (décembre 2012).
Si vous disposez d'ouvrages ou d'articles de référence ou si vous connaissez des sites web de qualité traitant du thème abordé ici, merci de compléter l'article en donnant les références utiles à sa vérifiabilité et en les liant à la section « Notes et références ».
Oscar Pill est une série parue entre 2009 et 2012 de cinq romans fantastiques d'Eli Anderson, pseudonyme de Thierry Serfaty (médecin et écrivain français). Les personnages de cette série sont des « médecins » appelés Médicus qui peuvent pénétrer à l'intérieur des corps humains. 
À la suite du succès de cette série, l'auteur a écrit Oscar le Médicus, saga comptant actuellement 7 tomes, qui vise les jeunes enfants plutôt que les adolescents et qui raconte des aventures alternatives d'Oscar (l'univers est similaire à celui de la série principale mais l'histoire est différente et les enjeux sont simplifiés).

## Résumé
Oscar Pill est un adolescent qui mène une vie tout à fait ordinaire jusqu'au jour où il découvre qu'il appartient à l'ordre des Médicus, des êtres capables de voyager à l'intérieur du corps humain. Leur mission est de lutter contre les Pathologus qui sont doués du même pouvoir mais qui cherchent à l'utiliser pour prendre le pouvoir sur le monde. Leur chef, Laszlo Skarsdale, s'est récemment évadé de prison. 
Oscar voyagera à travers les cinq fabuleux Univers qui composent le corps humain. Dans chacun d'entre eux, il devra trouver un trophée qui lui permettra d'accéder au monde suivant et ultimement d'acquérir son titre de Médicus accompli. Sa quête le mènera aussi à la recherche des raisons de la mort mystérieuse de son père, qui fut en son temps un grand Médicus.

### La Révélation des Médicus
Dans le premier tome de la série, Oscar apprend qu'il est un Médicus. En effet, après que le  grand maître des Pathologus (le Prince Noir) s'est échappé de sa prison de Sibérie, les Médicus décident d'accélérer la formation de la génération suivante. Berenice Withers, un membre du conseil des Médicus, se charge personnellement de celle d'Oscar. Pour ce faire, elle l'emmène à "Cumides Circle", la maison de Winston Brave, brillant avocat mais aussi grand maître des Médicus, qui sert de quartier général à l'ordre. Il s'agit d'une demeure très étrange, dans laquelle les livres de la bibliothèque sont habités par l'âme de leurs auteurs et peuvent communiquer avec les lecteurs si bon leur semble, les portraits d'illustres anciens Médicus (nommés "les Éternels") peuvent conseiller l'ordre actuel, les fauteuils se déplacent, le jardin est vivant et contient notamment un arbre nommé Zizou qui affectionne tout particulièrement jouer au foot... 
Oscar reçoit le pendentif des Médicus, leur plus grande arme à l'intérieur du corps humain, et hérite de la cape et de la ceinture des trophées de son père. Il doit faire ses preuves dans le premier monde intérieur, Hépatolia, l'univers de la digestion, mais ses débuts ne sont pas de tout repos. Heureusement, il finit par rencontrer Lawrence et Valentine, deux jeunes du monde intérieur, qui vont l'aider à récupérer son premier trophée, une Fiole de Nectar d'Hépatolia (qui correspond à la bile), mais aussi à enquêter sur le triste sort qu'a connu son défunt père.

### Les Deux Royaumes
Dans le deuxième tome, la menace Pathologus se rapprochant, il apprend qu'il devra effectuer sa formation avec quatre autres adolescents : Iris et Sally et deux personnes qui ne lui sont pas inconnues, Ayden Spencer et Ronan Moss. 
Oscar réussit à pénétrer dans les deux royaumes du deuxième univers, le royaume des Souffles et celui de Pompée, aux côtés du conseiller Alistair McCooley, spécialiste du second univers. Il rencontrera le roi Éole et la reine Mitra. Après la révélation  du sanctuaire dans le premier tome, Oscar et ses deux amis Valentine et Lawrence, se lancent en même temps à la recherche du trophée du second univers mais aussi à celle d'une mystérieuse table légendaire pouvant ressusciter les morts et donc son père. Mais son chemin est semé d'embûches par nul autre que Le Prince noir, qui a eu vent des projets d'Oscar, et voudrait s'approprier la table. 
Au terme d'un affrontement, le Prince noir parvient à accéder à la lecture de bien plus grave : les Piliers de l'ordre.

### Le Secret des éternels
Dans le troisième tome, Oscar apprend qu'un concours est organisé dans sa ville pour élire dix représentants des États-Unis dans onze catégories (esprit d'initiative, détermination, intelligence, rigueur, culture, grâce, mémoire, sens artistique, force, courage et liberté). Après avoir été élu représentant de la liberté, il voyagera, accompagné de ses amis, à Paris.
Lors de son voyage, il aura à surmonter de multiples épreuves, en tentant de récupérer son trophée du troisième univers et avec Tilla, de qui il est amoureux. À la fin du livre, Oscar, toujours aussi curieux et audacieux, est banni de l'Ordre des Médicus pour avoir exploré une zone du jardin de Cumides Circle qui lui était interdite (le lac interdit) où il découvrira deux femmes noyées, dont les spectres manqueront de le tuer. 

### L'Allié des ténèbres
Laszlo Skarsdale alias le prince noir s'attaque à ce que le corps a de plus précieux, Génétys, le quatrième univers, celui des gènes. Le conseil des Médicus doit organiser une intrusion préventive dans le corps du seul généticien qui peut encore sauver l'humanité, Gédéon Noble. 
Oscar Pill veut participer au combat, mais depuis son désaveu par Winston Brave, il est mis à l'écart... Il fait donc un pacte avec le conseiller Fletcher Worm, mystérieux personnage dont on ne sait pas trop les ambitions.Mais ce pacte est en réalité une ruse de Winston Brave pour savoir si Worm est un traître. Dans le quatrième univers, il est fait prisonnier et trouve l'amour en la personne de Sasha la Pathologus. 
À la fin du livre, Oscar apprend que Mr Brave fut le beau père de Laszlo Skarsdale ! Et que les deux femmes dans le lac étaient en réalité Rhoda et Selenia, la mère et la sœur du Prince noir qu'il a volontairement tuées... (Jason est le vrai père de Skarsdale qui est mort à l'intérieur d'un corps). Mais Worm qui s'est rallié à Skarsdale va faire emprisonner Mr Brave au Mont Noir et va révéler les lieux de cachette de deux des piliers. Le prince va s'en emparer, contrôler le pouvoir des Médicus et à la suite de cela Cumides Circle sera détruit. Ayden Spencer sera tué par Worm et Mrs Withers va mourir pendant la destruction de Cumides Circles.

### Cérébra, l'ultime voyage
L'histoire commence deux ans après la fin du tome 4. Skasdale règne sur Terre après sa possession de trois piliers. Oscar s'est réfugié en Arctique pour en apprendre plus en tant que Médicus. C'est alors que, suivant les bons et sages conseils du chef du village dans lequel il s'est réfugié, Oscar revient aux États-Unis afin d'accomplir sa double mission : récupérer son cinquième et dernier trophée à l'intérieur de son Siamois, ainsi que retrouver le quatrième Pilier de l'ordre des Médicus afin de sauver le monde du Prince Noir. Pendant toutes ces aventures il sera soutenu par Everyatis qui est Mrs Withers qui a tout préparé avant sa mort. Il découvrira également que son père était vivant, il était resté dans le Cérébra de sa femme afin de protéger le 4ème pilier, la plaque d'Hippocrate. Il parviendra tant bien que mal à tuer Lazslo avec l'aide de son père (qui vient de mourir) et du pilier. Durant cette bataille contre les Pathologus de nombreux décès sont à déplorer dont Carrie Moss et Jimmy Bates (Patologus).

## Personnages

### Oscar Pill
Oscar Pill est le héros de la série. Alors qu'il n'a que 12 ans, il apprend qu'il possède un incroyable pouvoir : il peut pénétrer dans le corps humain. Oscar est un garçon possédant un fort caractère. Ses cheveux sont roux et ses yeux sont bleus. Il est très attaché à une photo de son père, qui a disparu peu avant sa naissance. Il est courageux mais terriblement têtu, il déteste obéir aux lois et aux ordres, mais il est très intelligent. Son professeur dit qu'il gâche son potentiel. Dans le tome 4, il découvre qu'il est un Medicus Penetrans, ayant le pouvoir de voyager dans un autre Médicus, ou un Pathologus, et aussi dans un corps qui est dans un corps (choses normalement impossibles).

### L'entourage d'Oscar
- Celia Pill est la mère d'Oscar Pill, elle soutient toujours son fils dans ses missions périlleuses. Depuis la mort de Vitali, elle s'est trouvé un nouveau compagnon que ses enfants détestent, Barry[2]. Dans le tome 5, elle tombe amoureuse d'Alistair McCooley.
- Vitali Pill est le père d'Oscar Pill et l'ancien époux de Celia. C'était un grand Médicus qui a vaincu le grand maître des Pathologus mais est mort peu après. Peu avant de se donner la mort, il avait été accusé de trahison[2].
- Violette est la grande sœur d'Oscar. Depuis la mort de son père, elle est devenue étrange et rêveuse[2], dans le tome 3 elle apprend qu'elle est une Médicus spéciale (trans-universelle) qui peut voyager dans tous les univers sans avoir à en ramener les trophées. Barth est amoureux d'elle. Sentiment qui est réciproque
- Ronan Moss est l'ennemi d'Oscar, mais finalement, dans Les deux royaumes, celui-ci se révèle être un Médicus et Oscar devra, malgré lui, faire équipe avec Moss. À la fin du 4e tome il devient un pathologus.
- Valentine est une amie d'Oscar Pill qui vient en fait du corps de Bones, Oscar l'a rencontrée dans son Hépatolia (cf. lieux)[2]. Elle a aidé Oscar dans la quête de son premier trophée (dans La révélation des Médicus), en le conduisant dans son "Globull", véhicule circulant dans les vaisseaux sanguins[2]. À la fin de La révélation des Médicus elle décide — avec Lawrence — de rester à Cumides Circle (cf. lieux)[2]. Elle est persuadée que Mr Brave est amoureux d'elle. Elle est une des grandes amies de Violette.
- Lawrence est un ami d'Oscar Pill qui vient des montagnes de Hépatolia. Il a aidé Oscar dans la quête de son premier trophée. C'est un garçon enrobé de couleur jaune et qui adore la science. Il possède la capacité de produire du nectar, la bile sous la chaleur et qui de plus est le premier Trophée qui doit être rapporté de Hépatolia. Dans Le Secret des Eternels, il tombe amoureux de Louise.
- Sally est une Médicus très sportive et déterminée, son père, boucher, a fait d'elle un garçon manqué. Elle aime Ayden et devient dépressive à sa mort, dans le tome 5.
- Ayden Spencer est un jeune garçon souffrant de problèmes à la colonne vertébrale, mais finalement, il se révèle être un Médicus assez doué. Il devient très rapidement un très grand ami pour Oscar et il rejoint le Trio formé par Lawrence, Valentine et Oscar. Il est tué par Fletcher Worm à la fin du tome 4, mais devient un Éternel et renonce à son immortalité  pour sauver Sally dans le dernier tome.
- Iris est une jeune Médicus qui n'en fait qu'à sa tête et qui ne rêve que d'une chose : que l'on se soumette à elle.
- Tilla est une fille du collège d'Oscar, elle tente de le charmer et, dans Le secret des éternels, ils tombent amoureux l'un de l'autre, mais à cause d'Oscar qui disparaît souvent pour effectuer ses travaux de Médicus, elle décide de le quitter. Tilla est une jeune adolescente blonde (ou châtain dans Les deux Royaumes). Elle n'a finalement pas un si mauvais fond, et peut se révéler gentille vers la fin du Secret des Éternels. Toutefois, même si elle semble éprouver des sentiments pour notre héros, elle le trompe avec un autre vers la fin du Secret des Éternels.
- Louise  apparaît dans Le Secret des Éternels. C'est une jeune fille française qui accueille chez son père, François Delorme, un Médicus, Oscar Pill, Lawrence et Valentine lors de leur voyage à Paris dans le troisième tome. Elle est follement amoureuse d'Oscar et elle va même risquer sa vie pour lui à de multiples reprises.
- Barry Huxley est le nouveau petit-ami de Celia. Il est passionné de bière et de Baseball. Violette et Oscar le surnomment Mr Hein. Sa présence est une source de tensions entre Célia et ses enfants, même si un modus vivendi se crée à la fin du tome 2. Barry aime sincèrement Célia, et sera d'ailleurs tué en tentant d'empêcher les Pathologus de l'enlever dans le tome 5.
- Barth O'Maley est un ami d'Oscar au collège. Il connaît l'existence de l'Ordre des Médicus et il est fou amoureux de Violette.
- Jeremy O'Maley est le frère de Barth, il a un magasin surnommé "le Bazar de Jérémy". C'est souvent lui qui a les bonnes idées afin d'aider les Médicus. Il aime Valentine.

### Membres du conseil des Médicus
- Winston Brave est un avocat mais il est surtout le grand chef des Médicus. Il habite dans la demeure de Cumides Circles, siège de l'ordre des Médicus et surveille Oscar et ses amis.
- Maureen Joubert est membre du conseil des Médicus, c'est l'experte d'Hépatolia au sein du conseil des Médicus.
- Alistair McCooley est l'expert de l'univers des deux royaumes au sein du conseil. Il est comme un grand frère pour Oscar. Il est également amoureux de Célia, la mère d'Oscar
- Anna-Maria Lumpini est l'experte de l'univers d'Embrye et elle fait partie des trois Médicus qui peuvent pratiquer une intrusion corporelle dans des végétaux avec M. Brave et Violette.
- Berenice Withers est un des membres les plus importantes du conseil des Médicus . C'est l'experte de l'univers Génétys. Etant très attachée au père d'Oscar, c'est elle qui a convaincu Winston Brave de former Oscar en Médicus. Elle meurt à la fin du tome 4.
- Fletcher Worm est un membre des conseils des Médicus que Oscar déteste particulièrement. Il s'occupe de la formation de Moss. C'est l'expert de l'univers Cérébra. À la fin de L'allié des ténèbres, on découvre qu'il est un traître qui collabore avec le Prince Noir, et qu'il a monté la fausse trahison de Vitali Pill.

### médicus en formation
Oscar Pill: C'est le héros de la série. Alors qu'il n'a que 11 ans, il découvre qu'il est un Médicus. Il a les cheveux roux de son père, Vitali Pill, avec des reflets châtains de sa mère, Celia Pill. Oscar est courageux mais aussi têtu, curieux, et il déteste obéir aux lois et aux ordres. Il est aussi convaincu que son père a été victime d'un complot et fait tout pour le prouver. Il est très attaché à une photo où il y a sa famille et lui dans le ventre de sa mère. Dans le tome 4, on apprend qu'il est un Médicus Penetrans, un Médicus capable d'entrer dans un autre Médicus ou dans un Pathologus, dans un Khan-Cer,... Il peut aussi lire dans les pensées. Il est fou amoureux de Sasha, une Pathologus. A la fin de L'Allié des Ténèbres, il part en quête du quatrième pilier. Le 7 décembre, c'est son anniversaire.
Sally Bunker: C'est une fille très sportive et déterminée au point que son père, boucher, en a fait d'elle un garçon manqué. Elle est aussi un Médicus. Elle n'arrêtait pas d'embêter Ayden car elle ne savait pas comment lui avouer ses sentiments à son égard. Depuis qu'Ayden est décédé, elle est triste et n'a plus la forme physique qu'elle avait avant.
Iris Flockhart: C'est une personne qui en fait qu'à sa tête et ne rêve que d'une chose : que tout le monde lui obéisse. Elle est très rigoureuse et maniaque
Violette Pill: C'est la grande sœur d'Oscar. Elle est tout le temps dans la lune à rêver pour ne pas faire face à la réalité. Dans le tome 3, on apprend qu'elle est une Médicus spéciale, une Trans-Universelle, elle peut contrôler la nature du monde intérieur mais aussi du monde extérieur et aller d'un Univers à un autre sans avoir de trophée, et sans avoir passé l'énigme du douanier d'Un-Univers-à-L'Autre.

### Autres personnages en lien avec les Médicus
- Bones est le majordome de Cumides Circle, il surveille Oscar Pill et ses amis.
- Cherie est une abominable cuisinière incroyablement bavarde mais très gentille au fond. Chaque Médicus, à commencer par Mr Brave, a une technique pour échapper aux abominables plats de la cuisinière. Elle se révèle aussi comme une mère pour Valentine, elle qui n'a jamais eu d'enfant
- Jerry est le mari de Cherie. Contrairement à elle, ses sandwichs sont vraiment délicieux. La plupart du temps il raccompagne Oscar chez lui avec la belle voiture de Mr Brave.
- Paloma Withers est la sœur de Berenice Withers membre du conseil des Médicus. Paloma dirige une unité de recherche qui met au point des armes pour combattre les ennemis rencontrés dans le corps humain.
- Gedeon Noble est un illustre généticien sur lequel repose l'avenir de l'humanité dans le quatrième tome.

### Pathologus
- Lazlo Skarsdale est le maître des Pathologus, ennemis jurés des Médicus. Il se fait également appeler Le Prince Noir. C'est le beau fils de Mr Brave. Son vrai nom est Vigo.
- Jimmy Bates est un adolescent du même âge qu'Oscar. Son père a été tué indirectement par ce dernier en se servant d'une relique de l'ordre des Médicus. Il fera tout pour se venger. Il a également entretenu une relation amoureuse avec Sasha qui ne l'aime pas.
- Sasha est une jeune Pathologus très belle. Depuis qu'elle rencontre Oscar dans le tome 4, elle ne semble pas vouée à la destruction et à la mort comme ses semblables. Amoureuse d'Oscar, ils devront renoncer à cet amour dans le tome 4 : l'un étant Médicus et l'autre Pathologus, trop de différences existent entre eux. Ils finissent malgré tout ensemble à la fin du tome 5 après le sauvetage de celle-ci par Oscar Pill.
- Lavinia est la femme du prince noir.
- Eveguina est la sœur de Lavinia, elles sont aussi appelées les sœurs Torture.
- Stomp est l'homme de main du Prince Noir.
- Anton Bates est le père de Jimmy Bates et aussi le chef des mercenaires a la solde du Prince Noir.
- Auric Lustokov est le bras droit du Prince Noir.
- Cal Van Asche est le commandant en chef des armées Pathologus.

### Personnages imaginaires
La série Oscar Pill comporte de nombreux personnages imaginaires tels que des objets ou végétaux qui s'animent et les créatures des univers du corps humain. Le plus connu est l'arbre du nom de Zizou, qui se trouve être d'un grand soutien pour Oscar et ses amis au cours de leur passage à Cumides Circle.

## Lieux

### Lieux divers
- Pleasantville est la ville imaginée par Eli Anderson dans laquelle habite Oscar Pill. Il existe plusieurs villes portant ce nom aux États-Unis.
- Cumides circle est le quartier général des grands Médicus. Oscar Pill y fait son apprentissage. Dans cette demeure tous les objets et végétaux sont vivants (livres, arbres, statues...). Elle est détruite à la fin du quatrième tome mais se reconstruit de ses restes à la fin du tome 5.
- Le musée du Louvre est un lieu important dans le tome 3 car il abrite d'illustres Médicus tel que... la Joconde !

### Dans le corps humain
Dans la série d'Oscar Pill, le corps humain est divisé en cinq univers accessibles aux Médicus dans un certain ordre grâce aux trophées :
- Hépatolia est le premier univers du corps humain : celui de la digestion. Oscar devra y récupérer son premier trophée, le précieux nectar des montagnes d'Hépatolia.
- Les royaumes du souffle et de Pompée. Le deuxième univers est découpé en fait en deux parties : le royaume de Pompée et celui des Souffles. Ils représentent le cœur et les poumons. Éole est le roi des Souffles, Mitra est la reine de Pompée. Il y a donc deux demi-trophées qui se rangent dans une même boîte : un souffle pour le royaume des Souffles, et un battement pour le royaume de Pompée.
- Embrye. Cet univers est celui du sexe et de la reproduction. Celui de l'homme (Embrye-Île) et celui de la femme (Embrye-Aile) sont différents. Pour le trophée, il faudra prendre un Ô-Wull et une flèche empucée. Ensuite il faudra que la flèche pénètre l'O-Wull et qu'il commence à se reproduire, afin d'apercevoir dans l'Ô-Wull les cinq nouveaux univers du bébé qui va bientôt naître.
- Génétys est le quatrième univers, celui des gènes.
- Cérébra est le dernier univers, celui du cerveau ; il reste encore un lieu mystérieux.

## Dons des Médicus
1. L'hyperthymie : don de redonner espoir et vitalité à ceux que l'on touche.
2. Penetrans : Médicus capable d'entrer dans le corps d'un autre Médicus ou Pathologus et particulièrement doué pour Cérébra. Oscar en fait partie.
3. Trans-Universel : Médicus capable de voyager dans tous les univers du corps humain sans avoir à rapporter le trophée du ou des univers précédents et qui peut contrôler les éléments et la nature. Violette en fait partie.

## Les outils des médicus

### Le médaillon
Le médaillon est en forme de M, le symbole des Médicus. C'est leur principale arme, utilisé avec certains objets, il peut être très dangereux.

### La cape
Cette cape peut être très utile, elle a d'ailleurs sauvé à plusieurs reprises la vie d'Oscar. Elle peut aussi bien servir de cordes vocales (tome 3) que de bouclier ! Celle d'Oscar avait appartenu à son père.

### La ceinture avec les cinq trophées
Cette ceinture contient cinq emplacements pour les trophées de chaque univers du corps humain. La ceinture d'Oscar vient aussi de son père, Vitali.

### Le grimoire
Le grimoire d'un Médicus est un livre comme les autres de Médicus avec une seule et unique page blanche. Le Médicus à qui appartient le grimoire à le pouvoir de lui poser des questions qui le concerne et les réponses apparaissent sur les pages. Le Médicus ne peut lui poser que deux questions par jour et une seule dans un corps.

### La trousse P.A.L.O.M.A
C'est une trousse un peu spéciale contenant de nombreux outils et armes très utiles aux Médicus, fabriqués par la sœur de Mrs Withers, Paloma.

## Adaptation
Les studios Warner Bros. et David Heyman (producteur des films Harry Potter) ont acheté en mars 2011 les droits d'Oscar Pill.
Le premier film aurait dû sortir en 2016.
L'auteur a aussi écrit une collection nommé Oscar le Médicus pour les plus jeunes(7-8ans).

## Éditions
1. La Révélation des Médicus, Albin Michel Jeunesse, 2009, 576 p.  (ISBN 978-2-226-19357-5)
2. Les Deux Royaumes, Albin Michel Jeunesse, 2010, 624 p.  (ISBN 978-2-226-20939-9)
3. Le Secret des Éternels, Albin Michel Jeunesse, 2010, 600 p.  (ISBN 978-2-226-20940-5)
4. L'Allié des ténèbres, Albin Michel Jeunesse, 2011, 500 p.  (ISBN 978-2-226-23100-0)
5. Cérébra, l'ultime voyage, Albin Michel Jeunesse, 2012, 587 p.  (ISBN 978-2-226-24272-3)